# 自然卷
自来卷，又称自然卷，是一种受遗传基因的影响，天生头发长成卷状的发型。形成原因是由于人类的遗传基因不同，在世界上的很多种族中都会出现，尤其是在高加索人种、黑人中比较常见。由于头发经常干燥，而使头发呈卷状的，不属于自然卷。

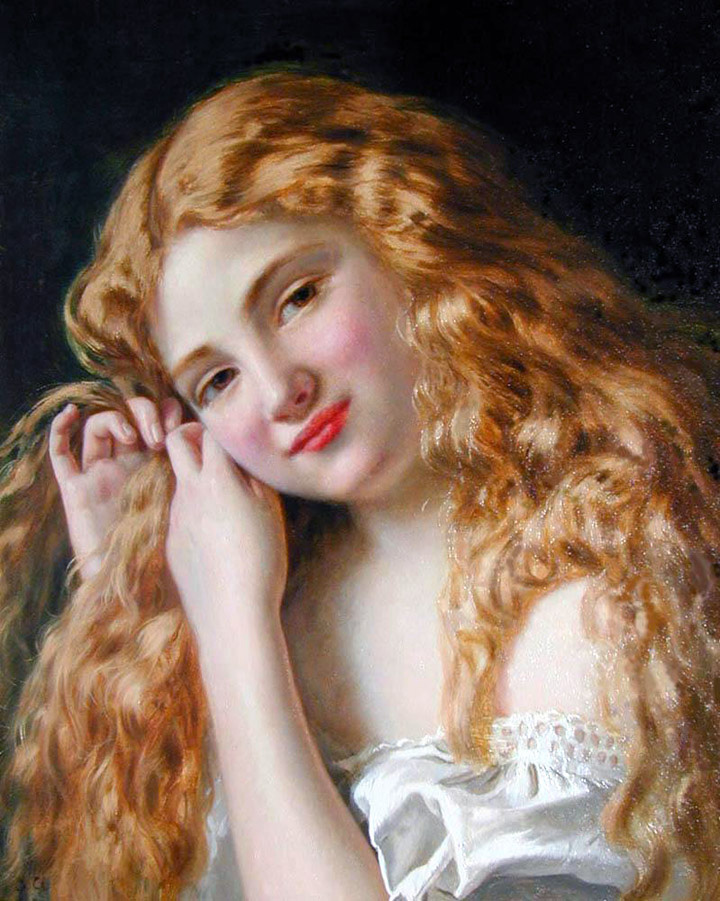
一位白种女孩的自然卷

在主要生活在亚洲的汉族人中，比较少见。男性和女性中都会发生，大多是由于遗传因素，某些会是隔代遗传。有所不同的，汉族人种中的自来卷，卷的大小会比高加索人种要小。
头发属于自来卷的汉族人，部份人由於受到漢族文化的影响，不喜欢这种发型，所以把自己的头发剪掉，使卷发不出現。目前，这种自来卷发型，无法用药物改变。
在汉族中，其（自然卷）基因可能表示智力偏高，但此说法未被证实。